# 指宿駅
指宿駅（いぶすきえき）は、鹿児島県指宿市湊一丁目にある、九州旅客鉄道（JR九州）指宿枕崎線の駅である。

## 概要
指宿市の代表駅であり、指宿温泉の玄関口でもある。隣の山川駅と共に指宿枕崎線運行拠点となっており、特急「指宿のたまて箱」等、鹿児島中央駅方面からの列車の一部が当駅で折返す他、山川駅以遠の枕崎駅方面に乗入れる列車の一部も当駅始発・終着で運行される。

## 歴史
- 1934年（昭和9年）12月19日：鉄道省指宿線（現・指宿枕崎線）喜入駅 - 当駅間延伸時に終着駅として開設[2]。
- 1936年（昭和11年）3月25日：指宿線当駅 - 山川駅間延伸。
- 1963年（昭和38年）10月31日：指宿線が指宿枕崎線へ改称、同線の駅となる[2]。
- 1971年（昭和46年）2月1日：貨物取扱廃止[2]。
- 1972年（昭和47）10月24日：第27回国民体育大会に出席するために来県した天皇、皇后が乗車するお召し列車が当駅 - 串木野駅間で運行[3]。
- 1980年（昭和55年）12月19日：鉄筋コンクリート造2代目駅駅舎完成。同時に駅前広場改善工事実施[4][5]。当時の駅舎は赤と黄色を用いた南国風の派手な塗装であった[6]。
- 1985年（昭和60年）3月14日：荷物扱い廃止[2]。
- 1987年（昭和62年）4月1日：国鉄分割民営化に伴い、JR九州の駅となる[2]。
- 2003年（平成13年）3月：駅舎塗装を「開聞岳の松林」をイメージした木調へ変更[6]。
- 2011年（平成21年）3月11日：特急「指宿のたまて箱」号運行開始、日本最南端の特急停車駅となる。
- 2018年（平成30年）4月1日：業務委託駅化（JR九州鉄道営業受託）。
- 2023年（令和5年）10月1日：直営駅化[7]。

## 駅構造
単式ホーム1面1線と島式ホーム1面2線、計2面3線を有する列車交換・折返し可能な地上駅。両ホームは跨線橋で連絡している。駅西側には留置線が数本ある。主に1番のりばを使用し、交換等で1番のりばが空いていない時に他ホームを使用している。
直営駅。みどりの窓口（営業時間 7:30 - 11:30・12:30 - 15:15）が設置されている。なお当駅は日本最南端のみどりの窓口設置駅・直営駅であり、宗谷本線稚内駅（日本最北端の駅）とは日本国有鉄道（国鉄）時代の1974年に姉妹駅提携を結んでいる。2016年3月26日 - 10月2日まではJR最南端の有人駅でもあった。当駅は夜間滞泊設定駅である。
2011年3月13日より、観光特急「指宿のたまて箱」の発着駅となり、JRグループの特急列車が発着する日本最南端の駅となった。自動券売機（オレンジカード使用可）が設置されている。自動改札機は設置されていない。SUGOCA等の交通系ICカード利用は出来ない。
駅前広場には足湯が設置されている。 2011年3月12日より乗客へのサービスとしてケヅメリクガメの「小太郎」が名誉職の駅長として制帽を付け、「指宿のたまて箱」等の出迎えを行なっている。このサービスは土・日・祝日のみ、「小太郎」のコンディションも考慮された上で実施されている。
駅名標は独自デザインを採用しており、菜の花と駅前広場の足湯があしらわれている。

### のりば
| 番線 | 路線        | 方向 | 行先                 |
| ---- | ----------- | ---- | -------------------- |
| 1・2 | ■指宿枕崎線 | 下り | 山川・枕崎方面       |
| 1・3 | ■指宿枕崎線 | 上り | 喜入・鹿児島中央方面 |

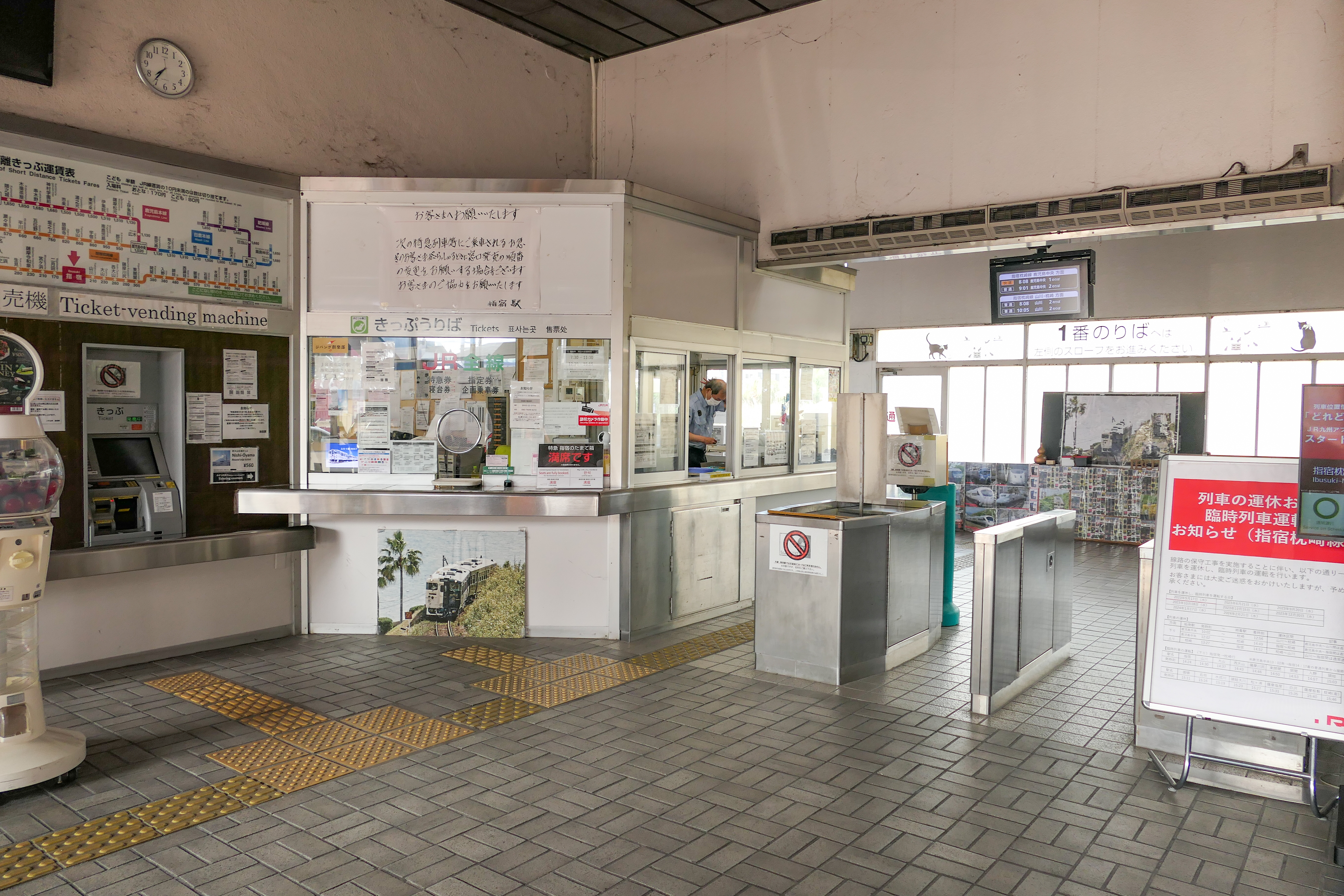
改札口（2023年5月）
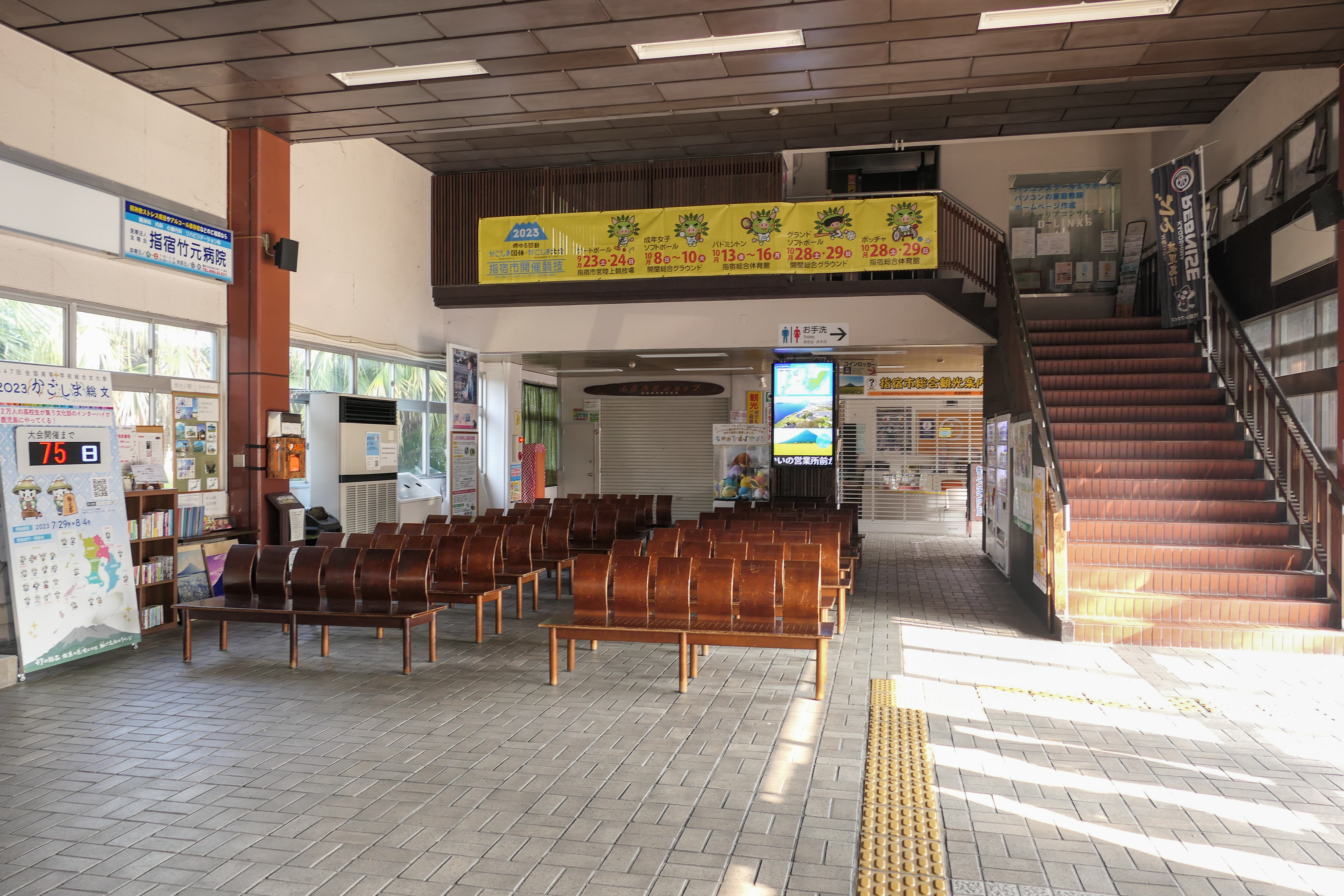
待合室（2023年5月）
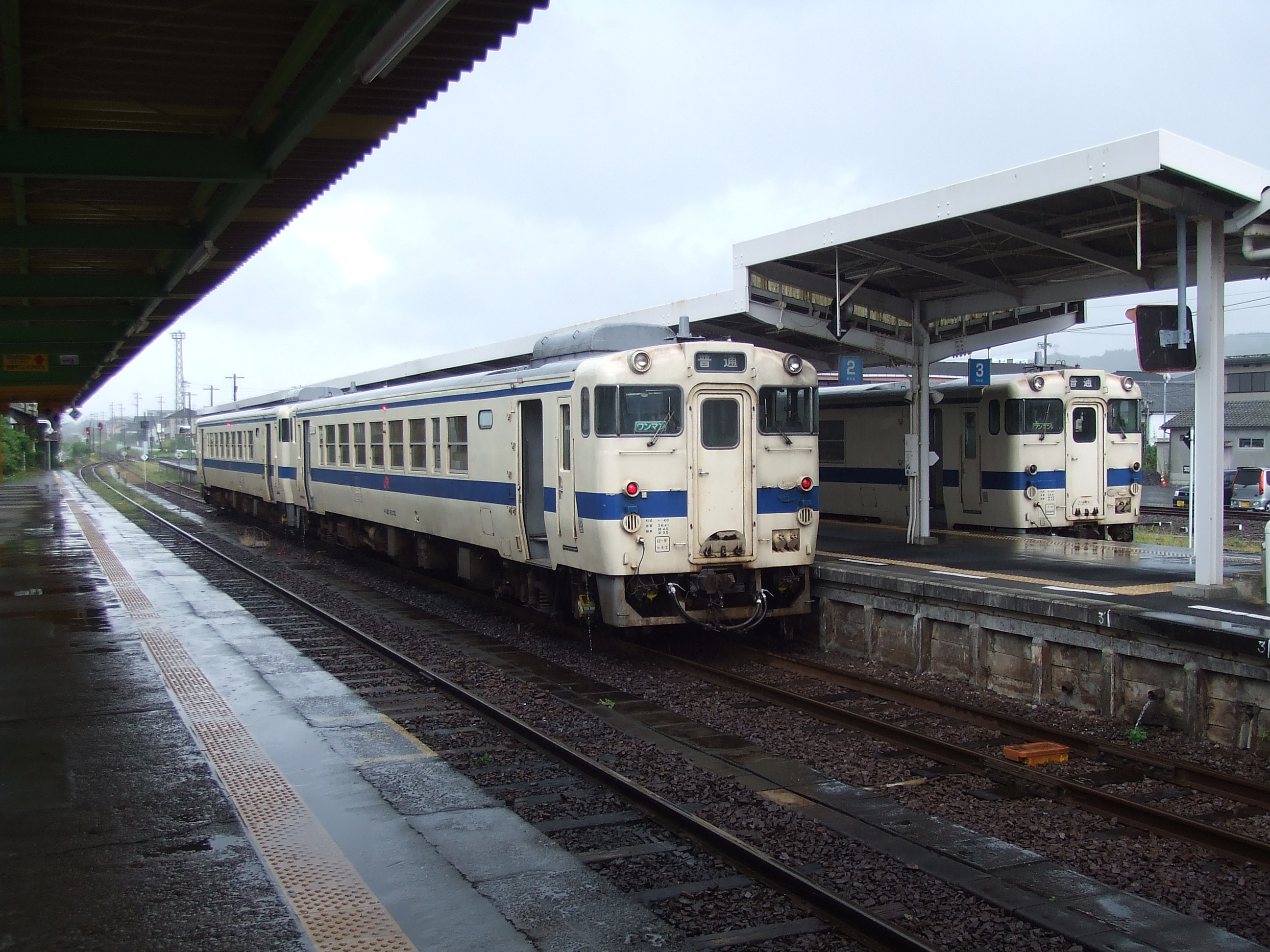
ホーム（2006年8月）
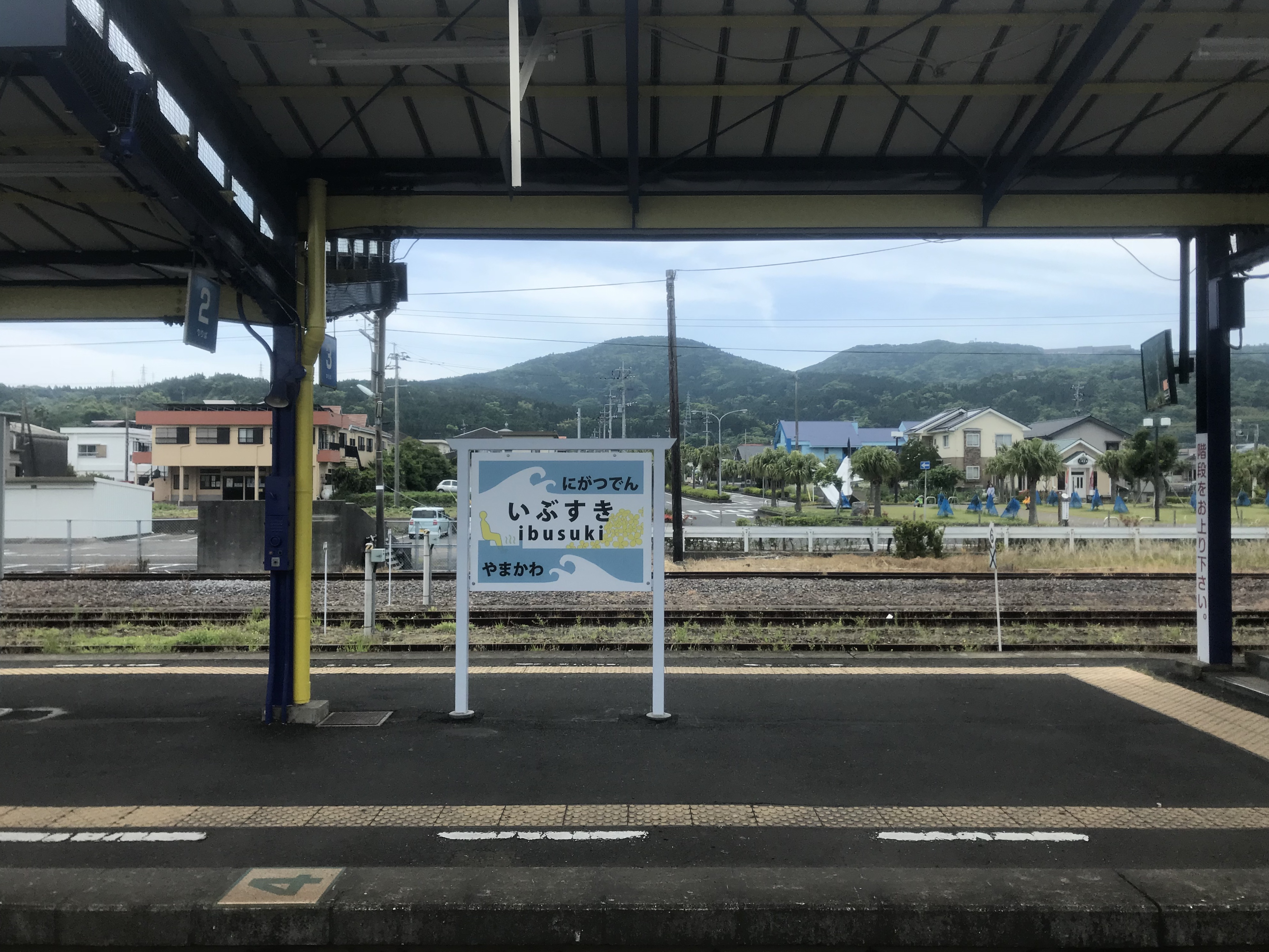
駅名標（2018年5月、菜の花と駅前広場の足湯を描いたもの）

## 利用状況
2023年（令和2年）度の1日平均乗車人員は595人である。
| 年度   | 1日平均 乗車人員 | 1日平均 乗降人員 |
| ------ | ---------------- | ---------------- |
| 2003年 | 625              |                  |
| 2004年 | 731              |                  |
| 2005年 | 699              | 1,400            |
| 2006年 | 670              | 1,351            |
| 2007年 | 724              | 1,453            |
| 2008年 | 701              | 1,397            |
| 2009年 | 615              | 1,227            |
| 2010年 | 623              | 1,249            |
| 2011年 | 905              | 1,836            |
| 2012年 | 852              | 1,723            |
| 2013年 | 824              | 1,662            |
| 2014年 | 785              | 1,581            |
| 2015年 | 769              | 1,547            |
| 2016年 | 707              |                  |
| 2017年 | 736              |                  |
| 2018年 | 738              |                  |
| 2019年 | 676              |                  |
| 2020年 | 391              |                  |
| 2021年 | 412              |                  |
| 2022年 | 511              |                  |
| 2023年 | 595              |                  |

## 駅周辺
- 指宿温泉：駅から海側に温泉街が広がっている。
  - 砂むし温泉
- 指宿郵便局
- 指宿湯の浜郵便局
- 中小路簡易郵便局
- 指宿警察署指宿中央交番
- 橋牟礼川遺跡
- 指宿市考古博物館（Coccoはしむれ）（橋牟礼川遺跡[注 5]に併設）
- 指宿セントラルパーク
- 鹿児島交通バス指宿駅前停留所・指宿支所
  - 鹿児島・いわさきホテル・鹿児島空港・山川・東大川方面
  - イッシーバス（市内循環バス）
- 指宿図書館

※指宿市役所は二月田駅が最寄駅
- 指宿コーラルビーチホテル

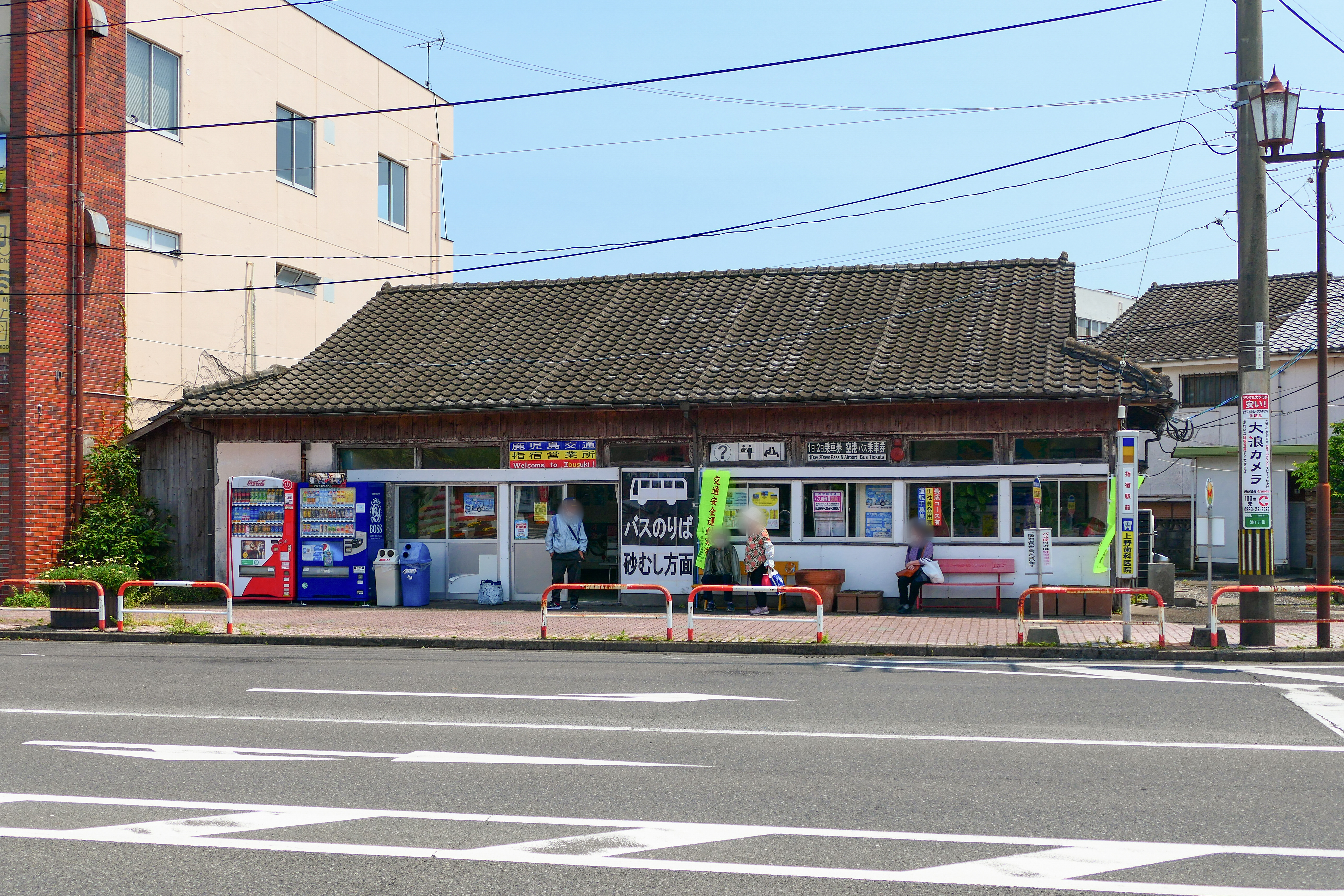
鹿児島交通バス指宿駅前停留所・指宿支所（2023年5月）
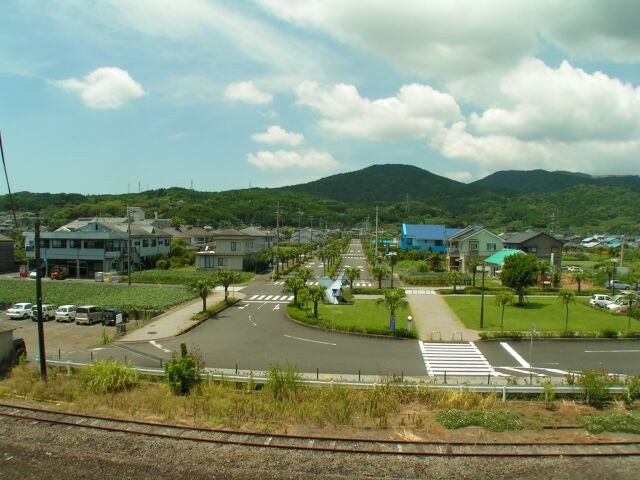
西側ロータリーと駅周辺（2004年7月）

## バス路線
指宿駅バス停
| 方面                                     | 行先 |
| ---------------------------------------- | --- |
| 砂むし会館 指宿いわさきホテル 山川・開聞 | 指宿いわさきホテル ホテル・山川駅経由山川桟橋 ホテル・山川駅・利永・開聞駅経由東大川 山川駅・浜児ヶ水・フラワーパーク経由長崎鼻・開聞駅・池田湖                   |
| なのはな館 知林ヶ島 喜入・鹿児島市内     | 平川・谷山駅・中央駅経由鹿児島（金生町） 喜入・特攻観音入口経由知覧・武家屋敷入口 市役所前経由なのはな館 白水館入口・なのはな館経由知林ヶ島入口（エコキャンプ場） |
| 【高速バス】 鹿児島空港・霧島            | 喜入・平川経由鹿児島空港 |

## 隣の駅
九州旅客鉄道（JR九州）
■指宿枕崎線
- 特急「指宿のたまて箱」発着駅

■快速「なのはな」・■普通
二月田駅 - 指宿駅 - 山川駅